# Adrien Manglard
Adrien Manglard [ejtsd kb. mánglár] (Lyon, Francia Királyság , 1695. március 10. - Róma, 1760. augusztus 1.) a 18. század első felének francia festőművésze.

## Életpályája
Adrien Manglard 1695. (vagy 1685.) március 10-én született Lyonban, a Francia Királyságban, Edmond (becenevén „Aimé”) Manglard és Catherine Rose du Perrier (vagy Dupérier) elsőszülött gyermekeként. Ugyanazon év március 12-én keresztelték meg a San Vicente templomban.  Apja festő is volt. Eredetileg Párizsból származott. Anyja egy könyvkereskedő lánya volt. Manglard mindkét szülője apátlan volt. Szülei 1683-ban házasodtak össze.
A Manglard család elszenvedte az éhínség gazdasági következményeit, amelyet a kis jégkorszak rendkívül hideg időjárása okozott, ami Skóciában a hétéves éhínséget, Franciaországban a rendkívül hideg „évszázad telét” eredményezte. Az ezt követő éhínség következtében 1710 végére 600 000 ember halt meg. 1707-ben Manglard két testvérét (Pierre és Daniel) a lyoni árvaházban, az Hôpital de la Charité-ban hagyták, ahol befogadták őket, mint délaissés (elhagyott).  
Manglard Adriaen van der Cabel-nél tanult Lyonban. Van der Cabel a „holland aranykor” tájfestője volt és Jan van Goyen tanítványa, aki (akárcsak Manglard) fiatal korában Rómába utazott, ahol 1656 és 1674 között élt. Holland stílusa ott esett a római-bolognai tájképfestészet hagyományának hatására. Van der Cabel hallgatójaként Manglard-ra hatással voltak az aranykor holland tájfestményei, valamint a 17. századi Itáliára jellemző olaszosított holland festészeti stílus.   Manglard később Avignonba költözött, ahol karthauzi szerzetesnél és festőnél, Joseph Gabriel Imbertnél tanult.
Manglard 1715 körül költözött Rómába. Egyszerűen „turistaként” jött; nem állt a Francia Akadémia oltalma alatt, amely 1736-ban teljes jogú tagként fogadja.  1722-re valószínűleg már bizonyos fokú népszerűségnek örvend Rómában.  Manglard legalább 1720-as évek közepétől élvezte ismert komisszárok pártfogását. Az 1720-as években a Corte Sabauda kezdett dolgozni, amelyhez 1726-ban két festményt küldött Rómából.  Manglard tengeri tájképfestõi tehetsége olyan nagy volt, hogy karrierje gyorsan haladt: neves kliensei között volt Victor Amadeus II, savoyai herceg és Piemont királya, aki 1726-ban két megfelelõ darabot vásárolt tőle és Felipe, a parmai herceg Csak Felipe rendelt Manglard-nak több mint 140 festményt a paloták díszítésére. Manglard a legfontosabb római családok, köztük a Colonna, az Orsini, a Rondani, a Rospigliosi és a Chigi pártfogását is élvezte. A Chigi számára két szobát festett a piano nobile Palazzo Chigiben, ma az olasz miniszterelnök hivatalos rezidenciájában. 
Manglard-t egy holland aranykori tereprendező képezte ki, aki maga is Itáliába utazott. Manglard először a holland aranykori tájképfestéssel, Cabel kellő olasz hatásával került kapcsolatba, hogy a húszas évei elején maga Olaszországba költözzön, és ott a legismertebb római festők befolyásolják. annak idején, beleértve a művészeket is. a szobrász Pierre Legros (egy barátja) körében, mint Sebastiano Conca és Gaspar van Wittel . Manglard tengeri festményei ötvözik „Claude Lorrain klasszikus és idealizált tájait az északi minták éles realizmusával.” 
Manglard legjelentősebb tanítványa Rómában valószínűleg Claude Joseph Vernet volt, aki Avignonból származott. Manglard Bernardino Fergionival vezette be a tengeri tájképfestésben. Egyes szerzők szerint Vernet és Manglard is beárnyékolta tanárukat, Fergionit. Ugyanezen szerzők szerint Vernernek viszont „homálya és felsőbbrendű szelleme” volt, mint tanárának, Manglard-nak, aki„szilárd, természetes és harmonikus ízzel” rendelkezett (…) Il suo nome [Fergioni neve] nem molti anni obscurato da due franzesi, Adriano Manglard készítette, adj ízt sodo, naturale, accordato; és il suo allievo, Giuseppe Vernet, adj egy vaghezzát, és adj egy spirito superiore-t a mesternek " ).

## Fordítás
- Ez a szócikk részben vagy egészben  az   Adrien Manglard című német Wikipédia-szócikk fordításán alapul.  Az eredeti cikk szerkesztőit annak laptörténete sorolja fel. Ez a jelzés csupán a megfogalmazás eredetét és a szerzői jogokat jelzi, nem szolgál a cikkben szereplő információk forrásmegjelöléseként.